# Кумжа (приток Вондожи)
Кумжа — река в России, протекает в Харовском районе Вологодской области. Устье реки находится в 16 км по левому берегу реки Вондожь. Длина реки составляет 7 км.
Кумжа вытекает из восточной оконечности Кумзерского озера, расположенного в 30 км к северо-западу от Харовска. Река течёт на северо-восток, на берегах деревни Шапшинского сельского поселения: Сопятино и Пожарище (левый берег); Митинская и Юртинская (правый берег). Кумжа впадает в Вондожь выше центра сельского поселения — села Шапша.

## Данные водного реестра
По данным государственного водного реестра России относится к Двинско-Печорскому бассейновому округу, водохозяйственный участок реки — озеро Кубенское и реки Сухона от истока до Кубенского гидроузла, речной подбассейн реки — Сухона. Речной бассейн реки — Северная Двина.
По данным геоинформационной системы водохозяйственного районирования территории РФ, подготовленной Федеральным агентством водных ресурсов:
- Код водного объекта в государственном водном реестре — 03020100112103000006013
- Код по гидрологической изученности (ГИ) — 103000601
- Код бассейна — 03.02.01.001
- Номер тома по ГИ — 03
- Выпуск по ГИ — 0